# Francesco Grosso
Pour les articles homonymes, voir Grosso.
Francesco Grosso (né le 15 novembre 1921 à Turin dans le Piémont et mort à une date inconnue) est un joueur italien de football, qui jouait au poste de milieu de terrain.
Grosso dit Cecu a évolué au cours de sa carrière avec les clubs italiens de la Juventus (jouant sa première rencontre bianconera le 4 mai 1941 lors d'une large défaite 5-0 contre la Fiorentina), de Casale, du Calcio Côme, d'Empoli et de la Juve Stabia.

## Palmarès
Juventus
- Championnat d'Italie :
  - Vice-champion : 1946-47.